# Demonax albomaculatus
Demonax albomaculatus är en skalbaggsart som först beskrevs av Allard 1894.  Demonax albomaculatus ingår i släktet Demonax och familjen långhorningar. Inga underarter finns listade i Catalogue of Life.